# Викиверзитет
Викиверзитет wɪkiˈvɜːsətiː (енгл. wiki + : univerzitet) је пројекат Викимедије који подржава едукацијску заједницу, материјале за учење и припадне активности. Разликује се од структурираних пројеката као што је Википедија по томе што нуди низ туторијала или курсева за учење, а не формални садржај.